# Estación de Cais do Sodré
Cais do Sodré es una estación ferroviaria portuguesa que se encuentra en Lisboa. Fue inaugurada el 4 de septiembre de 1895.

## Descripción
La estación está situada en la Plaza do Duque de Terceira, en Lisboa. 
En enero de 2011, contaba con seis vías, con 287 a 298 metros de largo; sus andenes eran de 206-220 metros de largo y 110 cm de altura.
La estación es una de las interfaces de mayor actividad de la ciudad, permitiendo la conexión de la línea de Cascaes, de la que es terminal, con:
- Metro de Lisboa (Estación de Cais do Sodré, de la línea Verde)
- Transtejo (Estación Fluvial de Cais do Sodré), que explota los servicios fluviales hacia Cacilhas, Seixal y Montijo
- Carris, compañía de autobús y tranvía para todas las áreas del sistema de transporte de la ciudad de Lisboa.

## Historia

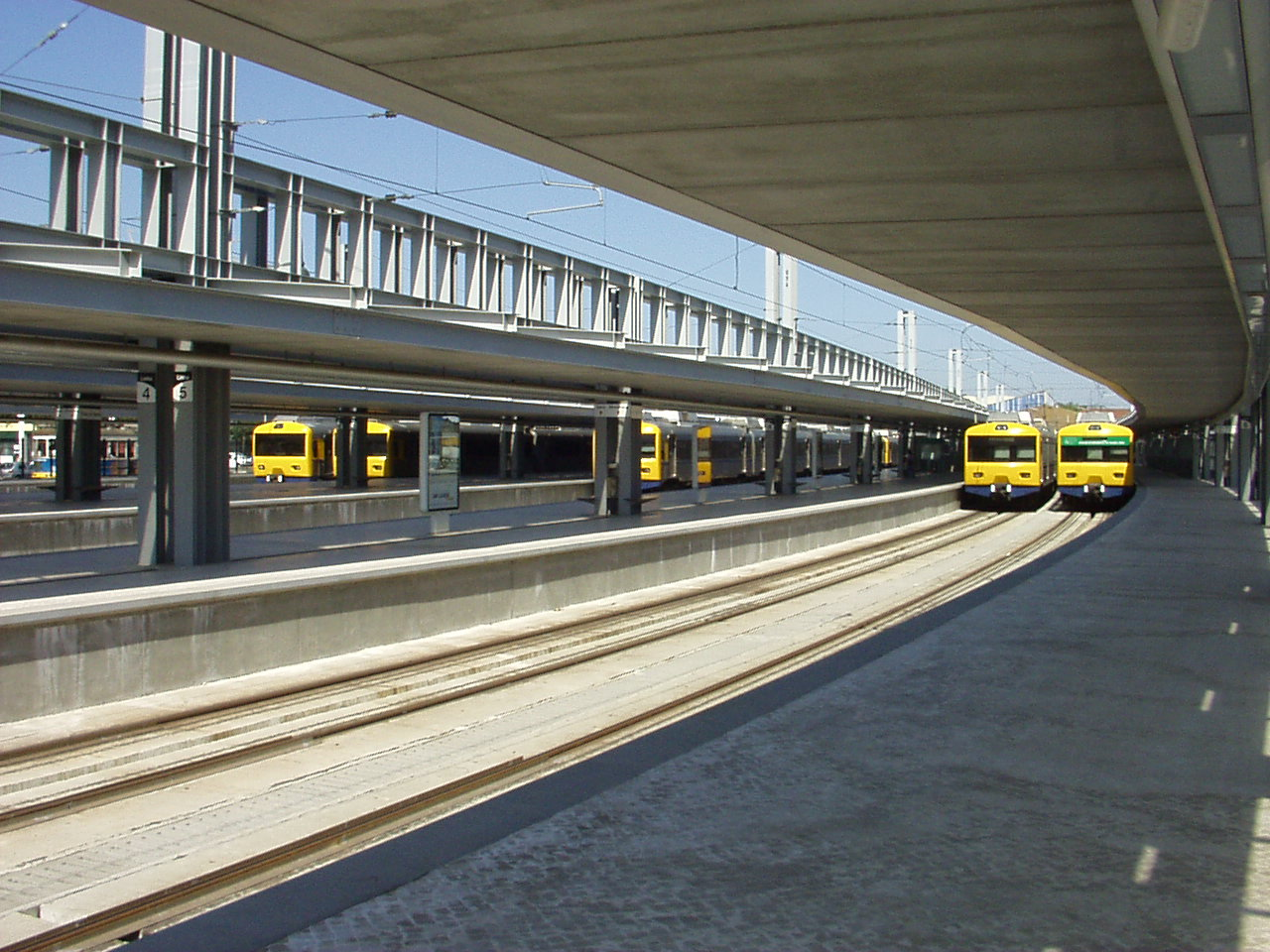
Estación Cais do Sodré

La Línea de Cascaes, que desde el 6 de diciembre de 1890 concluía en Alcântara-Mar, fue ampliada a Cais do Sodre el 4 de septiembre de 1895.
En el año 1902, la Real Compañía de Ferrocarriles Portugueses llevó a cabo la construcción de varios refugios para los pasajeros en esta estación.
En 1926, a raíz de la modernización de la línea de Cascaes se diseñó una nueva estación. El proyecto, diseñado por el arquitecto Porfírio Pardal Monteiro, mantenía una traza sobria y a la vez monumental del edificio con el fin de mejorar la zona en que se inserta. El 15 de agosto de ese año, esta fue la primera estación de la que partió la primera composición de tracción eléctrica, con la inauguración de la electrificación de la línea de Cascaes.
El 28 de mayo de 1963 parte de la cubierta dentro de la estación, de hormigón armado y construida a finales de los años 1950, cayó en la estación, causando 49 muertes y unos 40 heridos.
El 29 de mayo de 1998, esta estación fue cerrada debido a una huelga de los trabajadores de Caminhos de Ferro Portugueses